# Luhe (köpinghuvudort i Kina, Heilongjiang Sheng, lat 46,56, long 126,16)
Luhe (kinesiska: 芦河, 芦河镇) är en köpinghuvudort i Kina. Den ligger i provinsen Heilongjiang, i den nordöstra delen av landet, omkring 97 kilometer norr om provinshuvudstaden Harbin. Antalet invånare är 22 447. Befolkningen består av 10 910 kvinnor och 11 537 män. Barn under 15 år utgör 12,0 %, vuxna 15-64 år 80 %, och äldre över 65 år 6,0 %.
Runt Luhe är det ganska tätbefolkat, med 166 invånare per kvadratkilometer. Närmaste större samhälle är Qinggang, 14,3 km norr om Luhe. Trakten runt Luhe består till största delen av jordbruksmark.
Genomsnittlig årsnederbörd är 807 millimeter. Den regnigaste månaden är juli, med i genomsnitt 229 mm nederbörd, och den torraste är januari, med 8 mm nederbörd.